# MS Kurow
MS Kurow – statek-chłodnia zbudowany w 1939 w stoczni Alexander Stephen & Sons w Glasgow w 1939 dla Union Steamship Company of New Zealand jako drugi statek o tej nazwie po SS Kurow. W 1965 statek sprzedano Norse Shipping Co. z Panamy, a nazwę zmieniono na MS Norse Transporter. W 1968 jednostkę ponownie przemianowano, tym razem na MS Bintang Borneo. W dniu 14 grudnia 1969 statek został zezłomowany w Hongkongu.

## Dane
- Nośność: 3900 ton
- Długość: 359 ft.
- Szerokość: 52 ft.
- Zanurzenie: 23 ft.